# Sandra Chase : Une innocente en prison
Pour plus de détails, voir Fiche technique et Distribution.
Sandra Chase : Une innocente en prison (Left to Die) est un téléfilm dramatique américain réalisé par Leon Ichaso, diffusé le 4 novembre 2012 sur Lifetime. Il est basé sur une histoire vraie de Sandra Chase, alors injustement arrêtée pour trafic de drogue en 1995, avant de retenir l'attention médiatique en avril 1997.

## Synopsis
Alors que Sandra Chase part en vacances en Équateur, cette dernière se fait arrêter pour trafic de drogue sur le chemin du retour à l'aéroport de Quito. Incarcérée dans l'une des pires prisons d'Amérique du sud, l'ambassade des États-Unis est impuissante pour l'aider, bien qu'elle soit innocente. C'est alors que sa fille va mener un véritable combat pour libérer sa mère gravement malade, avec l'aide d'une représentante du Congrès.

## Fiche technique
- Titre original : Left to Die
- Titre français : Sandra Chase : Une innocente en prison
- Réalisation : Leon Ichaso (en)
- Scénario : Suzette Couture et Agatha Dominik
- Photographie : Claudio Chea
- Montage : Quincy Z. Gunderson
- Musique : Laura Karpman
- Production : Lorenzo O'Brien
- Sociétés de production : Blazer Company Productions, Sandbar Pictures et Sony Pictures Television
- Sociétés de distribution : Lifetime television
- Pays d'origine : États-Unis
- Langue originale : Anglais
- Format : couleur
- Genre : drame
- Durée : 90 minutes
- Dates de diffusion :
  -  États-Unis : 4 novembre 2012 sur Lifetime
  -  France : 30 septembre 2014 sur TF1 ; TF1 Distribution

## Distribution
- Barbara Hershey (VF : Sophie Deschaumes) : Sandra Chase
- Rachael Leigh Cook (VF : Philippa Roche) : Tammi Chase
- Vincent Irizarry (en) (VF : Pierre Tessier) : Nick Sakeris
- Nicholas Gonzalez (VF : Rémi Bichet) : Alex
- Michael Hyatt (VF : Pascale Vital) : la députée Corrine Brown
- Derek Ray (VF : Anatole de Bodinat) : Robbie Chase
- Emily Foxler : Shannon
- David Gautreaux (en) (VF : Michel Voletti) : Andrew
- Kristina Lilley (VF : Josiane Pinson) : Gretchen
- Cristina Marchán (VF : Isabelle Maudet) : Sœur Maria
- Rita Bendek (VF : Brigitte Virtudes) : Rosa
- Frank Cuervo (VF : Gilles Morvan) : Miguel Vasquez
- Luna Baxter : Lisa
- Alex Bakalarz (VF : Laurent Morteau) : Tony Rodriguez

Mentionné en fin générique du téléfilm : VF Productions

## Accueil
Le téléfilm a été vu par 1,189 million de téléspectateurs lors de sa première diffusion.